# Kadere Party
Die Kadere Party ist eine Partei in den Salomonen. 

## Geschichte
Die Kadere Party trat erstmals 2014 zu Wahlen an.
Die Partei tritt vor allem für die Schifffahrt und Holzwirtschaft ein.
Bei den Wahlen 2019 errang die Partei 8 Sitze und konnte sich an der Regierungskoalition beteiligen.

## Abgeordnete
- Ishmael Avui
- Commins Mewa
- Samuel Manetoali
- Freda Soria Comua
- Bartholomew Parapolo
- Lanelle Tanangada
- Willie Marau
- John Maneniaru

## Wahlergebnisse
| Wahl      | Stimmen | %   | Mandate |
| --------- | ------- | --- | ------- |
| Wahl 2014 | 11.999  | 4,7 | 1 / 50  |
| Wahl 2019 | 29.426  | 9,5 | 0 / 50  |
| Wahl 2024 | 16.906  | 4,9 | 1 / 50  |